# بنوا دامون
بنوا دامون (به فرانسوی: Benoît Damon) شاعر و نویسنده قرن بیستم میلادی اهل فرانسه است.